# فاندر إند-أونديردونك هاوس
منزل فاندر إند-أونديردونك، (منزل فان أندا ؛ منزل فان إندن) هو منزل تاريخي يقع في 18-20شارع فلاشينغ في ريدجوود ، كوينز. إنه أقدم منزل حجري استعماري هولندي في مدينة نيويورك.
تم بناء المنزل الأصلي في الموقع عام 1661 من قبل هندريك بارنتس سميدت، من الأرض التي منحها له بيتر ستايفسانت . تم بناء جزء آخر من الهيكل، يمتد من المنزل الأصلي ، في عام 1709 بواسطة بولوس فاندر إند. تم ذكر المنزل في دراسة استقصائية عام 1769 حددت الحدود بين مقاطعات الملوك والملكات وربما تم تشييدها إلى حد كبير في هذا الوقت. استحوذت عائلة أوندردونك على العقار في عام 1821. وفي عام 1975 تعرض المنزل لحريق خطير دمر العديد من عناصره الخشبية. أعيد بناؤه في أوائل الثمانينيات.
أُضيف المنزل إلى السجل الوطني للأماكن التاريخية عام 1977. تم تحديده كمعلم من قبل لجنة الحفاظ على معالم مدينة نيويورك في عام 1995.

## روابط خارجية
- Vander Ende–Onderdonk House – official site